# Oleksandrivka, Cernihivka
Oleksandrivka (în ucraineană Олександрівка) este un sat în comuna Panfilivka din raionul Cernihivka, regiunea Zaporijjea, Ucraina.

## Demografie
Componența lingvistică a localității Oleksandrivka
     Ucraineană (88,65%)
     Bulgară (7,03%)
     Rusă (4,32%)
Conform recensământului din 2001, majoritatea populației localității Oleksandrivka era vorbitoare de ucraineană (88,65%), existând în minoritate și vorbitori de bulgară (7,03%) și rusă (4,32%).